# Rånbogen
Rånbogen est une localité du comté de Nordland, en Norvège.

## Géographie
Administrativement, Rånbogen fait partie de la kommune de Ballangen.